# Copa Mundial Femenina de Rugby de 1991
La Copa Mundial Femenina de Rugby de 1991 (1991 Women's Rugby World Cup en inglés) fue la I edición de la Copa Mundial Femenina de Rugby. Se llevó a cabo en Gales entre el 6 de abril de 1991 al 14 de abril de ese mismo año.
No fue oficial, es decir, no fue organizada por la World Rugby pero ésta la oficializó en 2009. Las estadounidenses se consagraron campeonas al derrotar en la final a las inglesas.

## Equipos participantes
| América                   | Asia    | Europa                                                                                     | Oceanía         |
| ------------------------- | ------- | ------------------------------------------------------------------------------------------ | --------------- |
| - Canadá - Estados Unidos | - Japón | - España - Francia - Gales - Inglaterra - Italia - Países Bajos - Suecia - Unión Soviética | - Nueva Zelanda |

## Sedes
El torneo se disputó Gales, nación del Reino Unido.
| Lugar   | Estadio           | Capacidad |
| ------- | ----------------- | --------- |
| Cardiff | Cardiff Arms Park | 53.000    |

## Sorteo de grupos
| Grupo A       | Grupo B | Grupo C         | Grupo D    |
| ------------- | ------- | --------------- | ---------- |
| Nueva Zelanda | Francia | Estados Unidos  | Inglaterra |
| Canadá        | Suecia  | Países Bajos    | España     |
| Gales         | Japón   | Unión Soviética | Italia     |

## Resultados
Fase de grupos
El sistema de puntuación para cada partido fue el siguiente:
- Se otorgaron tres puntos por partido ganado.
- Un punto por empate.
- Ningún punto para el perdedor.
- Un punto por perder por menos de 7 puntos.

| Clasificadas a Semifinales. |

### Grupo A
| Equipo        | PJ | PG | PE | PP | Dif. | Pts |
| ------------- | -- | -- | -- | -- | ---- | --- |
| Nueva Zelanda | 2  | 2  | 0  | 0  | +34  | 4   |
| Canadá        | 2  | 0  | 1  | 1  | -26  | 1   |
| Gales         | 2  | 0  | 1  | 1  | -18  | 1   |
| 6 de abril | Nueva Zelanda | 24 - 8 | Canadá |  |  |

| 8 de abril | Gales | 9 - 9 | Canadá |  |  |

| 10 de abril | Gales | 6 - 24 | Nueva Zelanda |  |  |

### Grupo B
| Equipo  | PJ | PG | PE | PP | Dif. | Pts |
| ------- | -- | -- | -- | -- | ---- | --- |
| Francia | 2  | 2  | 0  | 0  | +99  | 4   |
| Suecia  | 2  | 1  | 0  | 1  | -17  | 2   |
| Japón   | 2  | 0  | 0  | 2  | -82  | 0   |
| 6 de abril | Francia | 62 - 0 | Japón |  |  |

| 8 de abril | Francia | 37 - 0 | Suecia |  |  |

| 10 de abril | Japón | 0 - 20 | Suecia |  |  |

### Grupo C
| Equipo          | PJ | PG | PE | PP | Dif. | Pts |
| --------------- | -- | -- | -- | -- | ---- | --- |
| Estados Unidos  | 2  | 2  | 0  | 0  | +53  | 4   |
| Países Bajos    | 2  | 1  | 0  | 1  | +21  | 2   |
| Unión Soviética | 2  | 0  | 0  | 2  | -74  | 0   |
| 6 de abril | Países Bajos | 0 - 7 | Estados Unidos |  |  |

| 8 de abril | Países Bajos | 28 - 0 | Unión Soviética |  |  |

| 10 de abril | Estados Unidos | 46 - 0 | Unión Soviética |  |  |

### Grupo D
| Equipo     | PJ | PG | PE | PP | Dif. | Pts |
| ---------- | -- | -- | -- | -- | ---- | --- |
| Inglaterra | 2  | 2  | 0  | 0  | 37   | 4   |
| España     | 2  | 1  | 0  | 1  | 13   | 2   |
| Italia     | 2  | 0  | 0  | 2  | 16   | 0   |
| 6 de abril | Inglaterra | 12 - 0 | España |  |  |

| 8 de abril | Inglaterra | 25 - 9 | Italia |  |  |

| 10 de abril | España | 13 - 6 | Italia |  |  |

## Copa de plata

### Cuartos de final
| 11 de abril | Canadá | 38 - 0 | Unión Soviética |  |  |

| 11 de abril | Italia | 18 - 0 | Suecia |  |  |

| 11 de abril | Gales | 3 - 6 | Países Bajos |  |  |

| 11 de abril | Japón | 0 - 30 | España |  |  |

### Semifinal
| 12 de abril | Canadá | 6 - 0 | Italia |  |  |

| 12 de abril | Países Bajos | 0 - 8 | España |  |  |

### Final Copa de Plata
| 13 de abril | Canadá | 19 - 4 | España |  |  |

## Fase final
|  | Semifinales                              | Semifinales    |    |  | Final                                    | Final |  |
|  |                                          |                |    |  |                                          |       |  |
|  |                                          |                |    |  |                                          |       |  |
|  | 12 de abril - Cardiff Arms Park, Cardiff |                |    |  |                                          |       |  |
|  | Inglaterra                               | 13             |    |  |                                          |       |  |
|  | Francia                                  | 0              |    |  |                                          |       |  |
|  |                                          |                |    |  |                                          |       |  |
|  |                                          |                |    |  | 14 de abril - Cardiff Arms Park, Cardiff |       |  |
|  |                                          |                |    |  | Inglaterra                               | 6     |  |
|  |                                          | Estados Unidos | 19 |  |                                          |       |  |
|  |                                          |                |    |  |                                          |       |  |
|  |                                          |                |    |  |                                          |       |  |
|  |                                          |                |    |  | Tercer lugar                             |       |  |
|  | 12 de abril - Cardiff Arms Park, Cardiff |                |    |  |                                          |       |  |
|  | Estados Unidos                           | 7              |    |  |                                          |       |  |
|  | Nueva Zelanda                            | 0              |    |  |                                          |       |  |

### Semifinales
| 12 de abril | Nueva Zelanda | 0 - 7 | Estados Unidos |  |  |

| 12 de abril | Inglaterra | 13 - 0 | Francia |  |  |

### Final
| 14 de abril | Inglaterra | 6 - 19  | Estados Unidos |  |  |
|             |            | Reporte |                |  |  |

| Estados Unidos         |
|                        |
| Campeón Estados Unidos |
| Primer título          |